# التهاب مغز ژاپنی
التهاب مغز ژاپنی (انگلیسی: Japanese encephalitis) یا انسفالیت ژاپنی (JE) یک بیماری است که از طریق نیش پشه گسترش میابد. از علائم این بیماری تب، سردرد، استفراغ، گیجی و اختلال در حرکت است که معمولاً ۵ الی ۱۵ روز طول می‌کشد تا نمایان شود. تورم در اطراف مغز و کما از دیگر نشانه‌هایی است که بعداً بروز خواهدکرد. التهاب مغز ژاپنی یک بیماری جدی است که ممکن است منجر به مرگ شود.
واکسنی برضد این بیماری ساخته شده‌است، ولی برای همه تجویز نمی‌شود، زیرا این بیماری محدود به مناطق دورافتاده ای است و جهانگردان به ندرت به این مناطق مسافرت می‌کنند. سالانه ۲۵ درصد از مبتلایان به این عفونت، در جهان حدود ۱۵هزار نفر، می‌میرند (۱۹۹۸) و در ۵۰ درصد از موارد، عفونت باعث ایجاد ضایعات مغزی می‌شود.